# 鹿児島県幼稚園一覧
鹿児島県幼稚園一覧（かごしまけんようちえんいちらん）は、鹿児島県の幼稚園の一覧。

## 国立幼稚園
- 鹿児島大学教育学部附属幼稚園

## 公立幼稚園

### 鹿児島市
- 鹿児島市立皆与志幼稚園
- 鹿児島市立宮川幼稚園
- 鹿児島市立桜峰幼稚園
- 鹿児島市立松元幼稚園

### 出水市
- 出水市立紫翠幼稚園
- 出水市立切通幼稚園
- 出水市立東出水小学校附属幼稚園
- 出水市立野田小学校附属幼稚園
- 出水市立米ノ津幼稚園
- 出水市立米ノ津東幼稚園
- 出水市立荘幼稚園

### 薩摩川内市
- 薩摩川内市立八幡幼稚園
- 薩摩川内市立高城中央幼稚園
- 薩摩川内市立城上幼稚園
- 薩摩川内市立亀山幼稚園
- 薩摩川内市立ひわき幼稚園
- 薩摩川内市立いりき幼稚園
- 薩摩川内市立東郷幼稚園
- 薩摩川内市立祁答院幼稚園
- 薩摩川内市立里小学校附属幼稚園
- 薩摩川内市立中津幼稚園
- 薩摩川内市立手打幼稚園
- 薩摩川内市立かのこ幼稚園
  - 薩摩川内市立かのこ幼稚園鹿島分園

### 日置市
- 日置市立東市来幼稚園
- 日置市立飯牟礼幼稚園
- 日置市立伊集院北幼稚園
- 日置市立土橋幼稚園
- 日置市立日吉小学校附属幼稚園

### 霧島市
- 霧島市立福山幼稚園
- 霧島市立大田幼稚園
- 霧島市立三体幼稚園
- 霧島市立富隈幼稚園
- 霧島市立牧之原幼稚園
- 霧島市立陵南幼稚園

### いちき串木野市
- いちき串木野市立市来幼稚園
- いちき串木野市立旭幼稚園

### 南さつま市
- 南さつま市立坊津幼稚園
- 南さつま市立大浦幼稚園
- 南さつま市立加世田幼稚園

### 奄美市
- 奄美市立赤木名小学校附属幼稚園
- 奄美市立朝日小学校附属幼稚園
- 奄美市立小宿小学校附属幼稚園
- 奄美市立名瀬小学校附属幼稚園

### 南九州市
- 南九州市立頴娃幼稚園
- 南九州市立知覧幼稚園
- 南九州市立中福良幼稚園

### 伊佐市
- 伊佐市立本城幼稚園

### 姶良市
- 姶良市立帖佐幼稚園
- 姶良市立建昌幼稚園
- 姶良市立蒲生幼稚園

### 薩摩郡
- さつま町立鶴田幼稚園
- さつま町立求名幼稚園

### 出水郡
- 長島町立鷹巣幼稚園

### 姶良郡
- 湧水町立吉松幼稚園

### 肝属郡
- 肝付町立内之浦幼稚園

### 大島郡
- 伊仙町立伊仙小学校附属幼稚園
- 伊仙町立犬田布小学校附属幼稚園
- 伊仙町立面縄小学校附属幼稚園
- 喜界町立坂嶺幼稚園
- 喜界町立滝川幼稚園
- 喜界町立早町幼稚園
- 徳之島町立神之嶺幼稚園
- 徳之島町立亀徳幼稚園
- 徳之島町立花徳幼稚園
- 徳之島町立山幼稚園
- 和泊町立和泊幼稚園
- 与論町立茶花小学校付属幼稚園
- 与論町立那間小学校付属幼稚園
- 与論町立与論小学校付属幼稚園

## 私立幼稚園

### 鹿児島市
- 鹿児島国際大学附属鹿児島幼稚園
- カトリック・カリタス幼稚園
- 鴨池しらうめ幼稚園
- 敬愛幼稚園
- 研明舎幼稚園
- さつき幼稚園
- さみどり幼稚園
- 鹿児島女子短期大学附属すみれ幼稚園
- 鹿児島女子短期大学附属かもめ幼稚園
- 鹿児島女子短期大学附属なでしこ幼稚園
- 集成幼稚園
- 昭和幼稚園
- 武幼稚園
- 田上幼稚園
- 太陽の子幼稚園
- 唐湊幼稚園
- ひばり幼稚園
- 星ヶ峯幼稚園
- 川上幼稚園
- 吉野幼稚園

### 鹿屋市
- いずみ幼稚園
- 鹿屋カトリック幼稚園
- 鹿屋幼稚園
- 第一鹿屋幼稚園
- 南部幼稚園
- 西原幼稚園
- 信愛幼稚園
- 日の出幼稚園
- 星幼稚園
- 松下幼稚園
- 串良幼稚園
- 細山田幼稚園

### 枕崎市
- 枕崎幼稚園
- 長野幼稚園
- 加世田聖母幼稚園枕崎分園

### 阿久根市
- 阿久根幼稚園
- 阿久根めぐみ幼稚園

### 出水市
- 出水聖母幼稚園
- 慈光幼稚園

### 指宿市
- 白百合幼稚園
- 指宿幼稚園
- みどり幼稚園
- 柳和幼稚園
- 聖亜幼稚園
- コスモス幼稚園

### 西之表市
- 明朗幼稚園
- 基督幼稚園
- 西之表幼稚園
- 榕城幼稚園

### 垂水市
- 垂水カトリック幼稚園
- 慈恩幼稚園

### 薩摩川内市
- のぞみ幼稚園
- みくに幼稚園
- 川内聖母幼稚園
- 鹿児島純心大学附属純心幼稚園
- 川内幼稚園
- 青山幼稚園

### 日置市
- 吹上中央幼稚園
- 朝日ヶ丘幼稚園
- 伊集院幼稚園

### 曽於市
- 末吉中央幼稚園
- 大隅中央幼稚園
- しゃら幼稚園

### 霧島市
- 宮内幼稚園
- 日当山幼稚園
- あさひ幼稚園
- 鹿児島第一幼稚園
- カトリック国分幼稚園
- 国分愛の国幼稚園
- カトレア幼稚園
- あおば幼稚園
- 隼人ひまわり幼稚園
- 国分幼稚園
- 竹の子幼稚園
- 高千穂幼稚園

### いちき串木野市
- 神村学園附属幼稚園
- 串木野幼稚園
- 友愛幼稚園
- 串木野ひばり幼稚園

### 南さつま市
- 加世田聖母幼稚園
- 加世田しらうめ幼稚園
- 加世田附属幼児園

### 志布志市
- 志布志幼稚園
- カトリック志布志幼稚園

### 南九州市
- 勝目幼稚園
- 川辺幼稚園

### 伊佐市
- 大口幼稚園

### 姶良市
- 啓明幼稚園
- 薫光幼稚園
- エミール幼稚園
- 学校法人加治木キリスト学園双葉幼稚園
- あいら幼稚園

### 薩摩郡
- 宮之城聖母幼稚園

### 出水郡
- あおい幼稚園

### 曽於郡
- 大崎幼稚園

### 肝属郡
- 大根占幼稚園
- 田代幼稚園
- 大空幼稚園
- 高山幼稚園

### 熊毛郡
- 野間幼稚園
- 中央幼稚園
- すみれ幼稚園
- ゆかり幼稚園

### 大島郡
- 亀津カトリック幼稚園
- 天城カトリック幼稚園